# Knud Lyne Rahbek
Knud Lyhne Rahbek, né le 18 décembre 1760 et mort le 22 avril 1830, est un écrivain, critique, poète, historien de la littérature danoise et éditeur de magazines danois.

## Biographie
Knud Lyne Rahbek est le fils du pasteur Jacob Rahbek. Dans sa jeunesse, pour satisfaire sa vocation, il tente de devenir acteur au Théâtre royal danois, mais à cause de son physique, il n'est pas été sélectionné.
Il se tourne alors vers l'écriture. Il débute comme dramaturge, écrivant une série de pièces dont Le jeune Darcyen 1780, qui est un succès. Il devient célèbre avec son ouvrage Lettres d'un vieil acteur à son fils en 1782 (Breve fra en gammel Skuespiller til hans søn) sur la théorie du jeu d'acteur où il prône à l'instar de Denis Diderot un mélange d'esprit moralisateur et de naturalisme dans l'écriture théâtrale. 
Rahbek devient rapidement l'un des intervenants les plus éminents sur les questions culturelles, et avec son travail d'éditeur et de rédacteur en chef des revues Minerva et Le Spectateur danois (Den danske Tilskuer), il est l'une des principales voix des Lumières modérées danoises, à l'instar de Denis Diderot en France. 
Il consacre aussi des ouvrages importants à l'histoire de la littérature danoise, notamment dans ses Contributions à une revue de l'art et de la poésie au Danemark (Bidrag til en oversigt over den danske Digtekonst) en cinq volumes (1800-1828), écrites avec le bibliothécaire et érudit Rasmus Nyerup . 
En tant que membre éminent des clubs danois les plus distingués, notamment du Drejers KLub, il écrit un certain nombre de chansons à boire. Il est également l'un des seuls écrivains danois de romans et de nouvelles au tournant du XIXe siècle.
Avec sa femme Kamma Rahbek, il tient un salon littéraire dans sa maison Bakkehuset à Frederiksberg, dans le sud de Copenhague, que fréquentent tous les beaux esprits de l'époque, tels que Adam Gottlob Oehlenschläger, Hans Christian Andersen, Bernhard Severin Ingemann, ou Steen Steensen Blicher, tous des amis personnels des Rahbeks.